# نسيمة بوصلاح
 نسيمة بوصلاح هي شاعرة وباحثة من مواليد 2 أبريل 1979 قسنطينة، الجزائر.

## الشهادات العلمية
- شهادة البكالوريا شعبة علوم الطبيعة والحياة ثانوية سعدي الطاهر حراث قسنطينة عام 1997.
- شهادة الليسانس في اللغة العربية وآدابها جامعة منتوري قسنطينة عام 2001.
- شهادة الماجستير في الأدب جامعة منتوري/ أكتوبر 2005، في الدراسات التراثية، بتقدير جيد جدا.
- حاصلة على درجة الدكتوراه بتقدير مشرف جدا مع تهنئة اللجنة وتوصيتها بالطبع في تخصص الأدب الشعبي والدراسات التراثية، يوليو 2010، جامعة باجي مختار عنابة

## المهنة
- أستاذ مساعد بجامعة قطر من أوت 2013 إلى يومنا هذا.
- أستاذ مساعد بجامعة زايد في دبي من أغسطس 2012 إلى أغسطس 2013.
- باحثة في إدارة التراث بدائرة الثقافة والإعلام بالشارقة.
- أستاذة مساعدة لتحليل الخطاب والأدب الشعبي في قسم اللغة العربية وآدابها، كلية الآداب واللغات، جامعة منتوري، قسنطينة، من ديسمبر 2006 فبراير 2009 حيث غادرت البلد للعيش في الإمارات العربية المتحدة.

## مؤلفاتها

### الكتب والمطبوعات النقدية والأدبية
- تجلي الرمز في الشعر الجزائري المعاصر (دراسة) " منشورات رابطة إبداع الثقافية الوطنية، بدعم من وزارة الثقافة، عام 2004.(تأليف).
- إشعارات باقتراب العاصفة (مجموعة قصصية)، منشورات أصوات المدينة، بدعم من وزارة الثقافة، عام 2004.(تأليف).
- مجلة "إبداع" ، الصادرة عن رابطة إبداع الوطنية بالتنسيق مع جامعة منتوري قسنطينة، رئيسة تحرير (طيلة فترة صدورها).
- حولية مخبر الترجمة في الأدب واللسانيات ، الصادرة عن مخبر الترجمة جامعة منتوري، من 2003 إلى يومنا هذا. عضو هيئة التحرير.
- جدلية الحب والموت في قصة البوغي، دراسة سيميائية سردية دار بهاء الدين 2009
- الطير والعقد، قراءة تأويلية في حكايات شعبية من الإمارات، دار الفجر 2009
- حداد التانغو، مجموعة شعرية، دار نينوى عام 2010

## الجوائز الأدبية
- - حاصلة على جائزة رئيس الجمهورية لفئة أحسن الأعمال الشعرية الجزائر جوان 2008.
- - جائزة عبد الحميد بن هدوقة الوطنية في الشعر نوفمبر 2004.
- - جائزة قسنطينة للإبداع الشعري المحلية ديسمبر 2004.
- - جائزة عبد الحميد بن باديس الوطنية في الشعر جويلية 2005.
- - جائزة مجلة دبي الثقافية في الشعر 2009.